# Moulin de Bicherel de Saint-Rémy-l'Honoré
Le moulin de Bicherel est situé sur le territoire de la commune de Saint-Rémy-l'Honoré, dans le département des Yvelines, sur la Mauldre ou (ruisseau de la fontaine des Pères). Il se situe dans le périmètre du parc naturel régional Haute Vallée de Chevreuse.

## Histoire
En amont et en aval, existaient trois autres moulins (les petit et grand moulin  et le moulin Follet). En 1400, Bicherel appartenait aux héritiers de Guillaume Culdoe (7e doyen de la Collégiale Notre-Dame de Mantes), de la famille Jean Culdoe (dit Gobain), prévôt des marchands de Paris.
En 1709, Monsieur le curé Dupontdoux écrivait :
« En cette année 1709, les bleds furent entièrement gelés par cinq faux dégels et une pluye de près de trois semaines. Je n'en recueillis que deux stieds de bleds à ma dixme... Le pauvre ne vivait que de pain de son, d'avoine et même de vesse, je gouttay à tout, celui de vesse était le pire, il y eut de la neige plus de trois mois sur la terre, les arbres gelèrent aussi". Le comte de Pontchartrain dut distribuer du pain pendant plus de six mois à 2 000 personnes qui criaient famine dans son comté... ».

nota : l'hiver de 1709 fut un des plus terribles dont l'histoire fasse mention. Le froid dépassa –23° à Paris.
En 1886 : le moulin subit de gros dégâts, à la suite de la rupture de la digue du Grand Étang, qui fut reconstruite.
En 1900 : cessation de l'activité meunière du moulin. Ce fut un lieu de promenade très fréquenté entre les deux guerres et fut aménagé en auberge, célèbre pour sa rôtisserie, le couturier et décorateur Paul Poiret y dina vers 1930. 
Durant la seconde guerre mondiale 39-45 le moulin servi pour les Allemands de cachette 
Les moulins étaient bruyants, on les accusait d’être bavards, d’avoir « bon bec » : d'où son nom de Bicherel.